# From the Bottom of My Broken Heart
"From the Bottom of My Broken Heart" là một bài hát của nghệ sĩ thu âm người Mỹ Britney Spears nằm trong album phòng thu đầu tay của cô, ...Baby One More Time (1999). Nó được phát hành vào ngày 15 tháng 12 năm 1999, bởi Jive Records như là đĩa đơn thứ năm và cũng là cuối cùng trích từ album. Sau khi Spears ghi âm lại một bài hát không được sử dụng của Toni Braxton và gửi nó qua Larry Rudolph đến vài hãng đĩa, giám đốc điều hành của JIVE đã nhận xét rằng thật hiếm hoi khi có thể nghe ai đó rất trẻ mà có thể dung hòa được cảm xúc trong giọng hát và thu hút thương mại, và đã giao cho nữ ca sĩ làm việc với nhà sản xuất Eric Foster White. Đây là một bản teen pop ballad được viết và sản xuất bởi White, trong đó Spears hát về sự mất mát tình yêu đầu và làm thế nào có thể vượt qua được nỗi đau đó.
"From the Bottom of My Broken Heart" đã nhận được những đánh giá trái chiều nhưng đa phần là tích cực từ các nhà phê bình âm nhạc. Nó cũng đạt được những thành công khá khiêm tốn, khi vươn đến vị trí thứ 37 ở Úc, và 23 ở New Zealand. Thông qua nhập khẩu, bài hát cũng đạt hạng 174 ở Vương quốc Anh. Tại Hoa Kỳ, "From the Bottom of My Broken Heart" đạt vị trí thứ 14 trên bảng xếp hạng Billboard Hot 100, cũng như nhận được chứng nhận đĩa bạch kim bởi Hiệp hội Công nghiệp ghi âm Mỹ (RIAA). Đây là đĩa đơn bản cứng bán chạy thứ 8 của thập niên 2000 tại Mỹ.
Video ca nhạc của bài hát được đạo diễn bởi Gregory Dark, phát hành vào ngày 17 tháng 12 năm 1999. Nội dung video miêu tả việc Spears đóng gói đồ đạc khi cô chuẩn bị chuyển nhà, và cảm thấy buồn vì cô biết rằng mình và tình yêu đầu sẽ phải chia xa. Video đã vấp phải những tranh cãi của giới báo chí, những người gay gắt khi biết về việc cô đã thuê một nhà làm phim người lớn làm đạo diễn cho video của mình. Đại diện của Britney nhận xét rằng họ chỉ biết rằng nhiệm vụ duy nhất của Dark là làm video âm nhạc. Nữ ca sĩ cũng đã trình diễn "From the Bottom of My Broken Heart" trong một vài sự kiện trực tiếp, bao gồm cả lễ trao giải Grammy năm 2000, trong một liên khúc với "...Baby One More Time", và trong 3 chuyến lưu diễn của cô.

## Danh sách track và định dạng
- Đĩa đơn CD maxi tại Úc

1. "From the Bottom of My Broken Heart" (bản chỉnh sửa) — 4:34
2. "(You Drive Me) Crazy" [Jazzy Jim's Hip-Hop Mix] — 3:40
3. "Thinkin' About You" — 3:35
4. "Sometimes Answering Machine Message" — 0:25

- Đĩa đơn CD maxi tại Mỹ

1. "From the Bottom of My Broken Heart" (bản chỉnh sửa) — 4:34
2. "(You Drive Me) Crazy" [Jazzy Jim's Hip-Hop Mix] — 3:40
3. "Born to Make You Happy" (Video) — 3:35
4. "From the Bottom of My Broken Heart" (Video) — 4:34

- Đĩa đơn Cassette

1. "From the Bottom of My Broken Heart" (bản chỉnh sửa) — 4:34
2. "(You Drive Me) Crazy" [Jazzy Jim's Hip-Hop Mix] — 3:40

- Tải kĩ thuật số (Digital 45)

1. "From the Bottom of My Broken Heart" (bản chỉnh sửa) — 4:34
2. "Thinkin' About You" — 3:35

## Bảng xếp hạng
| Bảng xếp hạng (2000)             | Vị trí cao nhất |
| -------------------------------- | --------------- |
| Úc (ARIA)                        | 37              |
| Canadian Singles Chart (RPM)     | 25              |
| New Zealand (Recorded Music NZ)  | 20              |
| UK (Official Charts Company)     | 174             |
| Hoa Kỳ Billboard Hot 100         | 14              |
| US Hot Singles Sales (Billboard) | 1               |
| Hoa Kỳ Pop Airplay (Billboard)   | 17              |
| Hoa Kỳ Rhythmic (Billboard)      | 26              |

| Bảng xếp hạng (2000) | Vị trí |
| -------------------- | ------ |
| US Billboard Hot 100 | 77     |

| Bảng xếp hạng (2000–2009)      | Vị trí |
| ------------------------------ | ------ |
| US Billboard Hot Singles Sales | 8      |

## Chứng nhận
| Quốc gia      | Chứng nhận | Số đơn vị/doanh số chứng nhận |
| ------------- | ---------- | ----------------------------- |
| Hoa Kỳ (RIAA) | Bạch kim   | 811,000                       |

## Lịch sử phát hành
| Nước   | Ngày                 | Định dạng        | Nhãn |
| ------ | -------------------- | ---------------- | ---- |
| Hoa Kỳ | 15 tháng 12 năm 1999 | Mainstream radio | Jive |
| Hoa Kỳ | 8 tháng 2 năm 2000   | CD               | Jive |